# Granolamia granulifera
Granolamia granulifera là một loài bọ cánh cứng trong họ Cerambycidae.